# Leopold Copeland Parker Cowper
Leopold Copeland Parker Cowper (* 11. März 1811 im Isle of Wight County, Virginia; † 17. Juli 1875 in Macclesfield, Virginia) war ein US-amerikanischer Politiker und Rechtsanwalt, der während des Sezessionskrieges und im Anschluss Vizegouverneur von Virginia war.

## Leben
Leopold Copeland Parker Cowper wurde im Isle of Wight County als vierter Sohn des Marinekapitäns William Cowper, der früher auf der USS Constellation gedient hatte, geboren. William Cowper hatte später als Kapitän der Fregatte USS Baltimore gedient, war seit 1801 vom regulären Dienst freigestellt. Leopolds Eltern, die 1802 geheiratet hatten, trennten sich bereits ein Jahr nach seiner Geburt. Offenbar hatte er nicht als Teilhaber des Handelshauses John Cowper & Co Bankrott anmelden müssen, sondern auch die zwischenzeitlichen Geschäfterfolge in der Karibik nach der Heimkehr verschleudert, obwohl ihn sein Schwiegervater finanziell unterstützt hatte. Im Januar 1817 konnte Leopold Cowpers Mutter, Ann Pierce Parker Cowper (1775–1849), die Tochter des früheren Kongressabgeordneten Josiah Parker († 1810), nach einer eingereichten Petition, die physischen und psychischen Missbrauch belegte, eine rechtskräftige Ehescheidung durch die Virginia General Assembly erwirken und erhielt das alleinige Sorgerecht für ihre fünf Söhne. Die Petition hatte Beweise aufgeführt, dass William Cowper seiner Frau nach dem Familienerbe getrachtet hatte und sie selbst während der Schwangerschaft mit Leopold Copeland Parker geschlagen hatte.
Nach der Schulausbildung und dem Studium praktizierte Cowper als Rechtsanwalt in Portsmouth und dem Norfolk County. Als Politiker der Whigs saß er zwei aufeinanderfolgende Amtszeiten im Virginia House of Delegates, 1847–1848 und 1848–1849.
Im Mai 1863 wählte man Cowper als Kandidat für das Amt des Vizegouverneurs für das von der Union kontrollierte Gebiet Virginias unter dem sogenannten Restored government of Virginia aus, um dort einen Kandidaten des Berkeley County zu ersetzen, der seinerseits seine Kandidatur selbst zurückgezogen hatte. Obwohl die Kandidaten für das eigentliche Gouverneursamt und den Generalstaatsanwalt keine Gegenkandidaten hatten, wurde Cowper seinerseits von Gilbert S. Miner herausgefordert, den er bei der Wahl am 28. Mai 1863 schlagen konnte. Auch wenn Cowper selbst aufgrund der Kriegswirren sein neues Büro bis zum Januar 1864 nicht beziehen konnte, setzte ihn Gouverneur Francis Harrison Pierpont als Vizegouverneur am 17. November 1863 ein, als der bis dahin ihn vertretende vorherige Vizegouverneur, Daniel Polsley, sein Amt niederlegte.
Als Vizegouverneur stand Cowper einem Staatssenat vor, der gerade einmal sechs Distrikte aufzuweisen hatte: Accomack und Northampton Counties, Alexandria und Fairfax Counties, Elizabeth City County und die Stadt von Hampton, das Loudoun County, die Stadt von Norfolk, und die heute nicht mehr existierenden Norfolk und Princess Anne Counties.
Leopold Copeland Parker Cowper verstarb 1875 im Alter von 64 Jahren unverheiratet und ohne Nachkommen. Er wurde bei Macclesfield, auf dem Familiensitz in Smithfield im Isle of Wight County begraben.